# Osaka Bay Tower

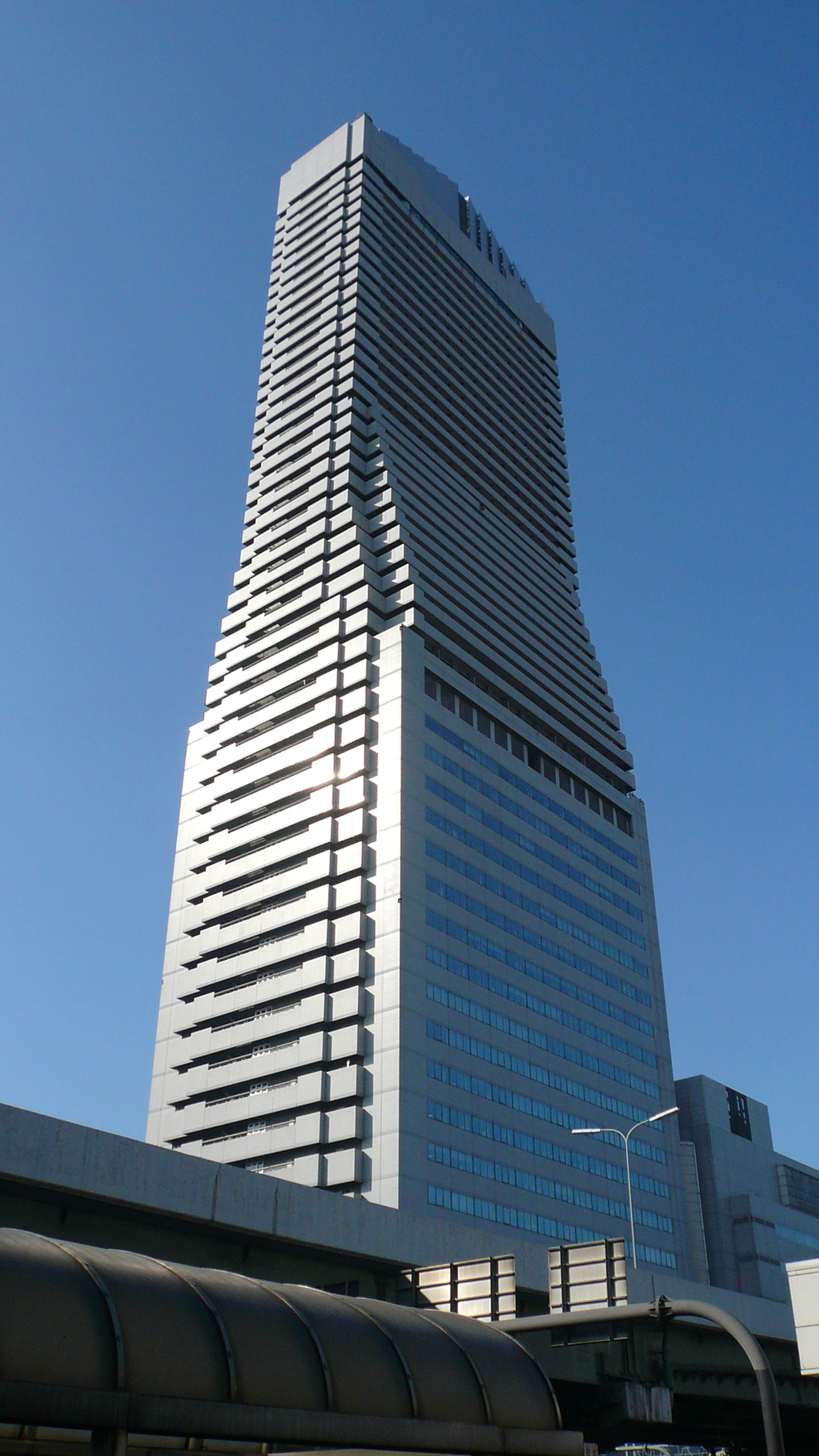
Osaka Bay Tower

Osaka Bay Tower (яп. 大阪ベイタワー) также известная как ORC 1 представляет собой многофункциональный небоскрёб, главным образом отель и офис, в составе комплекса Osaka Resort City 200, расположенном по адресу в 2-1, 1 Бентен, район Минато, город Осака, Япония. Завершенный в марте 1993 года, его высота до крыши составляет 200 метров, а его верхний этаж находиться на высоте 188,7 метров, количество этажей 51. Этот небоскрёб является, шестым по высоте зданием в префектуре Осака и 36-м самым высоким зданием в Японии.